# Ожево (Черновицкая область)
О́жево (укр. Ожеве) — село в Сокирянской городской общине Днестровского района Черновицкой области Украины.
Население по переписи 2001 года составляло 1118 человек. Почтовый индекс — 60237. Телефонный код — 3739. Код КОАТУУ — 7324087501.

## История
Под именем Ожогов впервые упоминается в дарственной грамоте господаря Молдавского княжества Стефана II от 14 января 1447 года, которая была дана боярину Шандро, на право владения несколькими селами.
Около 1800 г. Ожево были куплено группой Могилевских купцов на распродаже имущества молдавского боярина Логофета Иордакия Канты.
С 1812 г. в составе Бессарабской губернии Российской империи.
С 1918 по 1940 село входило в состав Румынии.
До 2020 года входило в Сокирянский район.

## Известные личности
- Громьяк Иван Васильевич — украинский поэт, журналист.
- Логунова (Федишена) Мария Николаевна (1952 г.) — заслуженный работник образования Украины.
- Федишин Илья Пантелеймонович (1905 г.) — псаломщик при церкви Святой Параскевы села Ожево. 20 октября 1948 он был арестован, и 26 февраля 1949, Особым совещанием при Министерстве Государственной Безопасности СССР (ОН МГБ СССР), осужден за антисоветскую агитацию, по статьям 54-10 ч. 2, 54-11 УК УССР, получив до 8-ми лет лишения свободы в исправительно-трудовых лагерях. Реабилитирован Черновецким областным судом 25 декабря 1974.
- Лозан Симеон Афанасьевич (1758—1828) — уроженец села Ожево, где некоторое время служил дьяком. В 1897 году, епископом Проилавським Парфением, рукоположён во священника к церкви села Ломачинцы. 20 декабря 1811 получил духовное грамоту от епископа Димитрия Бендерского. Некоторое время занимал должность благочинного Коболчинская благочиния. Умер и похоронен в Ломачинцах.